# Sent Bausèli (Losera)
Sent Bausèli (en francès Saint-Bauzile) és un municipi francès situat al departament del Losera i a la regió d'Occitània.